# Bente Jensen
Bente Jensen (født 9. november 1951) er en dansk tidligere fodboldspiller fra Svendborg. Hun var mrd på det danske hold som vandt i VM-finalen i 1971 i Mexico City mod værtsnationen Mexico.